# Niedervieland

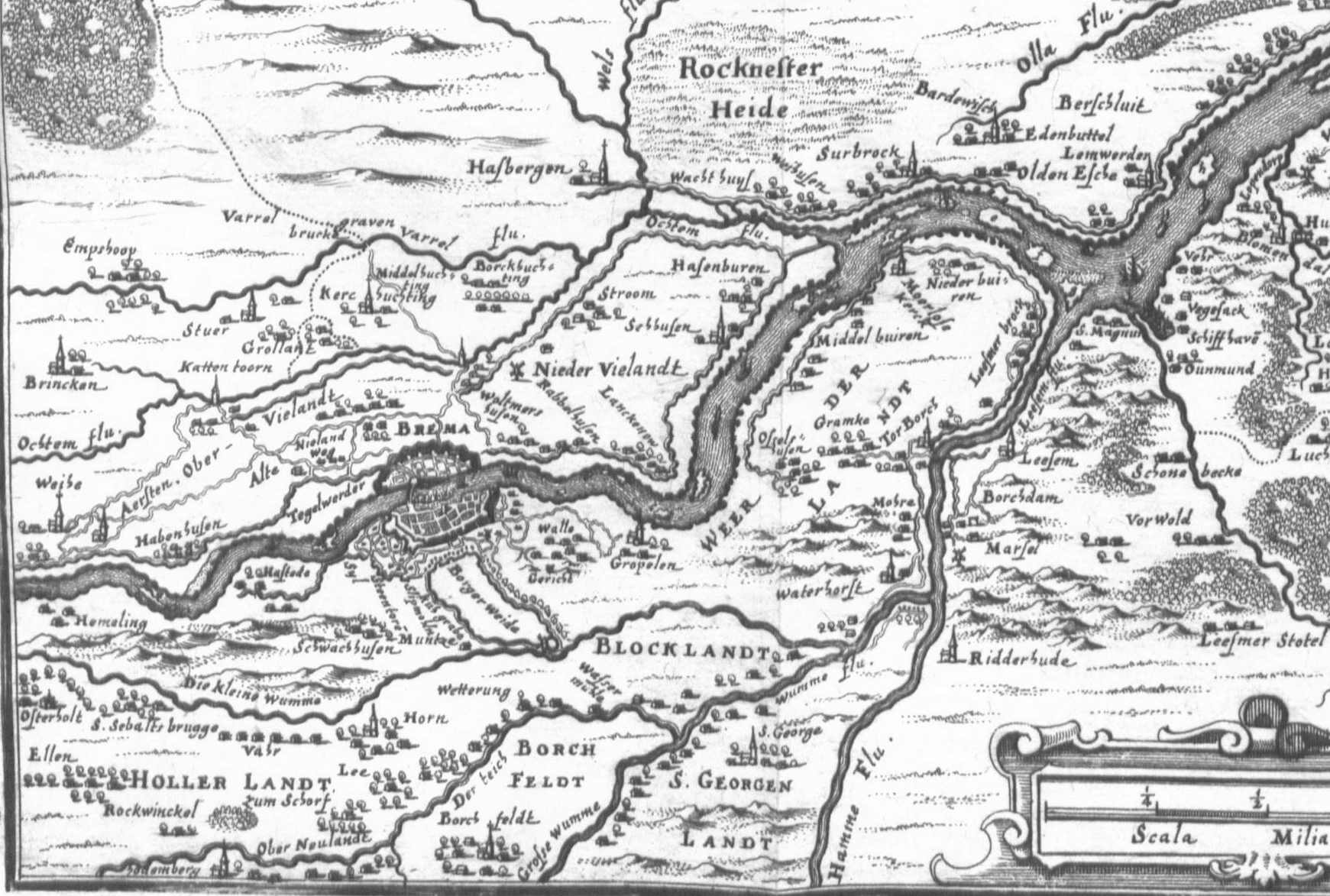
Niedervieland im 17. Jahrhundert

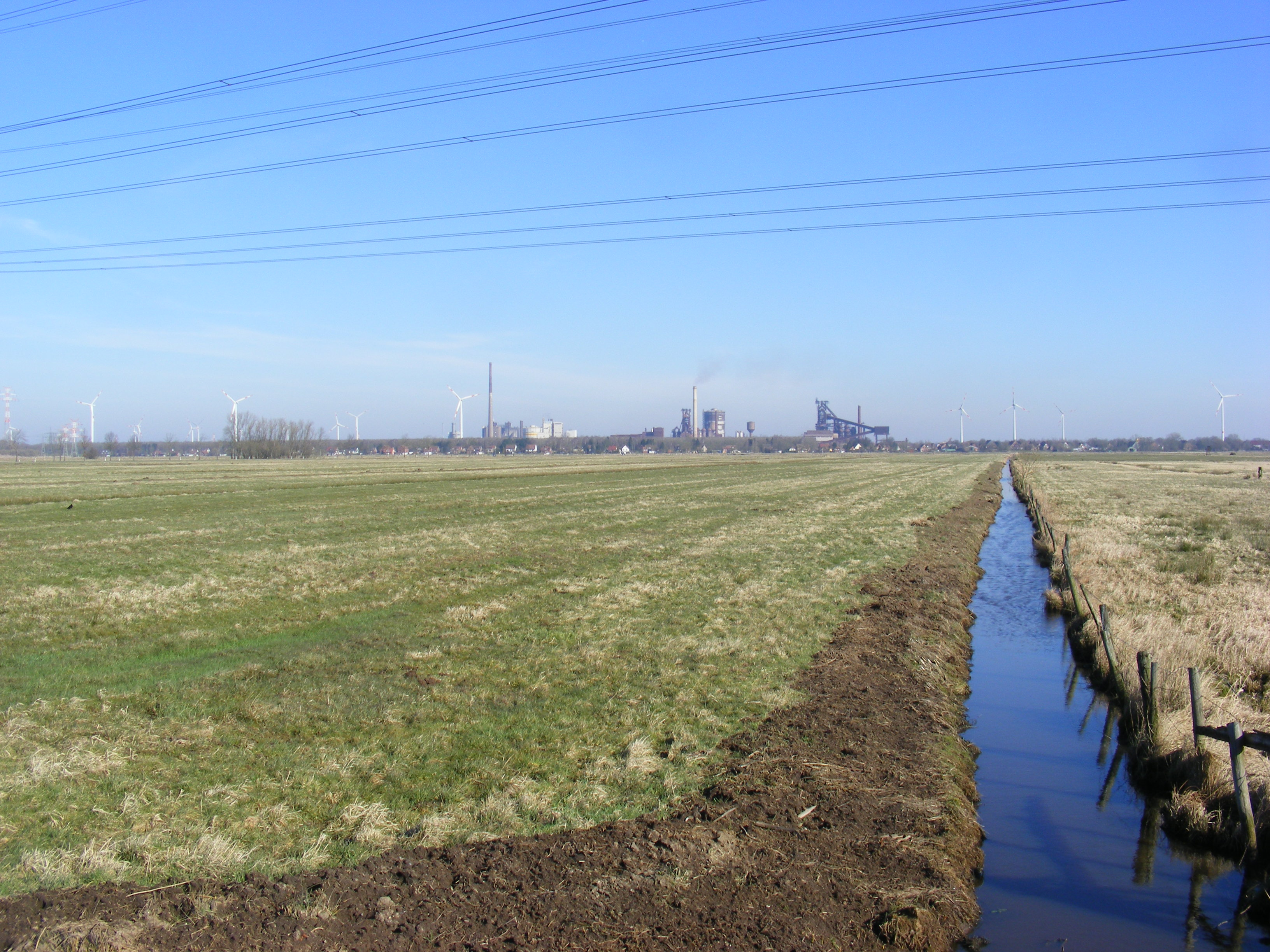
Hasenbürener Moorlöse, Blick v. Steertgrabenweg (zwischen GVZ und dem Schöpfwerk Mühlenhaus)

Das Niedervieland, ältere Schreibweise Niederviehland, ist ein Gebiet im Westen der Stadt Bremen zwischen Ochtum und Weser. Es ist in der Verwaltungsgliederung der Stadt Bremen nicht selbst repräsentiert, sondern liegt auf dem Gebiet der Bremer Ortsteile Seehausen, Strom, Rablinghausen, Woltmershausen und Neustädter Hafen.
Das Niedervieland ist als Marsch durch landwirtschaftliche Nutzung geprägt. 2006 wurden große Teile seiner noch unbebauten Flächen zum Landschaftsschutzgebiet erklärt. Ferner erfasst das Naturschutzgebiet Ochtumniederung bei Brokhuchting auch kleine Flächen des Niedervielands an der Ochtum und der Alten Ochtum. Beide Schutzgebiete sichern rechtlich das 1.331 ha große notifizierte Vogelschutzgebiet Niedervieland (DE 2918-401).
Der flächenmäßig größere Teil wird von den Bremer Gewerbegebieten Niedervieland I und II, dem Güterverkehrszentrum Bremen, dem Neustädter Hafen und Spülfeldern eingenommen. Die Verlängerung der A 281 zum geplanten Wesertunnel und der B 212n in den Landkreis Wesermarsch werden das Gebiet noch mehr zerschneiden.
Die Gebietsbezeichnung Niedervieland entstand 1598 durch die Teilung des Goh Vieland in Niedervieland und das südlich des damaligen Ochtumverlaufs gelegene Obervieland. Zum Niedervieland gehörten die Dörfer Ware, Woltmershausen, Strom, Rablinghausen, Lankenau, Seehausen  und Hasenbüren.
Das Gebiet ist von Hochwasser bedroht, zur Abwehr bestand seit 1598 ein selbstständiger Deichverband, der 1947 im Bremischen Deichverband am linken Weserufer aufgegangen ist.